# Acaena tridactyla
Acaena tridactyla är en rosväxtart som beskrevs av Presl. Acaena tridactyla ingår i släktet taggpimpineller, och familjen rosväxter. Inga underarter finns listade i Catalogue of Life.